# Jerzy V (katolikos Ormian)
Jerzy V, imię świeckie Surenianc Tpchiseci (ur. 16 sierpnia?/28 sierpnia 1847 w Tyflisie, zm. 8 maja 1930 w Wagharszapacie) – biskup Apostolskiego Kościoła Ormiańskiego, w latach 1912-1930 katolikos Wszystkich Ormian.

## Życiorys
Pochodził z rodziny szlacheckiej. Wykształcenie uzyskał w Tyflisie na pensji D. Arzamiana, a następnie w miejscowym gimnazjum. W 1871 złożył wieczyste śluby mnisze, a następnie został wyświęcony na kapłana. Rok później otrzymał godność archimandryty. W latach 1874–1875 wykładał w seminarium duchownym w Eczmiadzynie. W 1875 został wikariuszem diecezji arcachskiej oraz inspektorem seminarium duchownego w Szuszi. Dwa lata później został przełożonym monasteru św. Tomasza w Agulisie, zaś w 1878 - wikariuszem diecezji aleksandropolskiej. W latach 1881–1882 był wikariuszem diecezji erywańskiej. 9 maja 1882 przyjął święcenia biskupie z rąk katolikosa Ormian Jerzego IV.
W latach 1886–1894 był biskupem astrachańskim, zaś od 1894 do 1904 - biskupem tyfliskim i egzarchą Gruzji, od 1895 z godnością arcybiskupią. W Tyflisie wzniósł kilka nowych świątyń i szkół ormiańskich, utworzył bractwo kapłanów ormiańskich. Wprowadził do użytku liturgicznego czterogłosową liturgię autorstwa M. Jegmaliana. Od 1906 zasiadał w Świętym Synodzie Apostolskiego Kościoła Ormiańskiego. W latach 1907–1912 był wikariuszem generalnym katolikosa wszystkich Ormian. Pod jego kierunkiem odbyła się renowacja katedry w Eczmiadzynie.
W 1911 został wybrany na katolikosa wszystkich Ormian i w roku następnym intronizowany.
Wielokrotnie zabiegał o interwencję Rosji w sprawie prześladowanych Ormian w Imperium Osmańskim. W maju 1918 organizował opór Ormian przeciwko interwencji tureckiej w Demokratycznej Republice Armenii. Po radzieckim podboju Armenii wezwał społeczeństwo do wspierania nowych władz przy budowaniu ormiańskiego państwa. W 1924 wprowadził do Apostolskiego Kościoła Ormiańskiego kalendarz gregoriański.
W okresie sprawowania przez niego urzędu władze radzieckie, mimo oficjalnych deklaracji o gwarancjach wolności wyznania, rozpoczęły prześladowania Apostolskiego Kościoła Ormiańskiego. W 1921 zamknięte zostało seminarium duchowne w Eczmiadzynie, niższe szkoły duchowne i parafialne oraz kościelna drukarnia i muzeum przy katedrze eczmiadzyńskiej. Ze wsparciem państwa część ormiańskich duchownych otworzyła w 1923 alternatywny Wolny Kościół, jednak nie zyskał on szerszej popularności i zakończył działalność po pięciu latach.